# 이카라시하마촌
이카라시하마촌(五十嵐浜村)은 니가타현 니시칸바라군에 설치되었던 촌이다.